# Caspar von Böselager

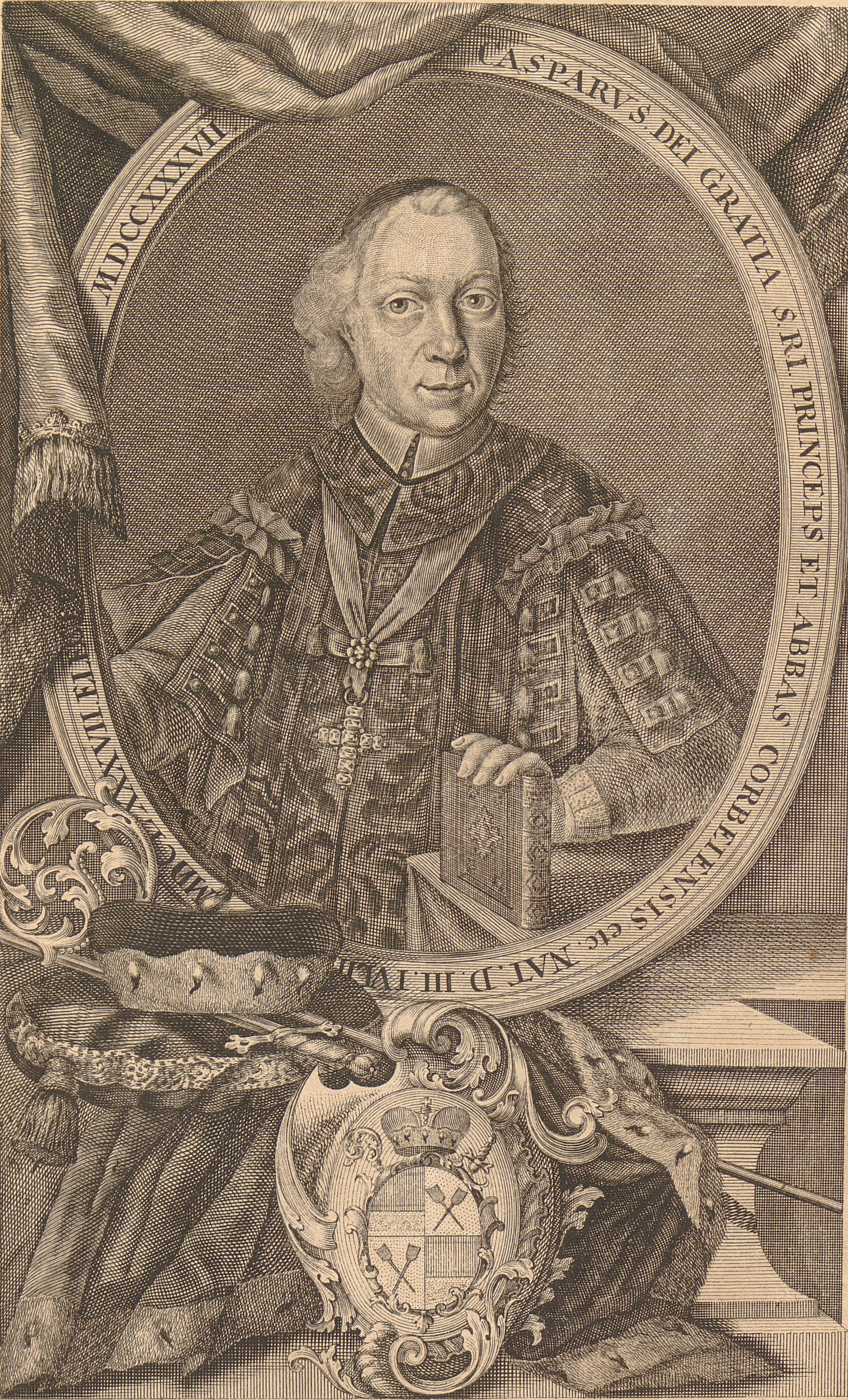
Caspar von Böselager

Caspar von Böselager (* 3. Juli 1687 auf Gut Honeburg; † 22. Januar 1758 in Corvey) war von 1737 bis 1758 Fürstabt von Corvey.

## Leben

### Frühe Jahre
Sein Vater war Johann Joachim von Böselager. Die Mutter war Margaretha Angela Christina (geb. von Grothuis). Einer der Brüder war der hannoversche Generalleutnant Christian von Böselager.
Als nachgeborener Sohn aus einer Familie des Stiftsadels war Caspar für eine geistliche Laufbahn vorgesehen. Im Alter von fünfzehn Jahren kam er 1703 erstmals nach Corvey. Er wurde dem damaligen Abt Florenz von dem Felde und dem Konvent vorgestellt und hinterließ dabei einen guten Eindruck. Im Jahr 1704 begann er sein Noviziat in Corvey. Im Jahr 1705 folgte die Profess. Er wurde 1708 zum Subdiakon, 1709 zum Diakon und 1711 zum Priester geweiht.
Um das Jahr 1715 wurde er der Propstei Obermarsberg zugeteilt. Dieser Posten war auch mit der Pfarrseelsorge in Niedermarsberg verbunden. Im September des Jahres 1715 hatte Corvey das Gut Harhausen in Niedermarsberg gekauft. Caspar von Böselager bezog sofort dieses komfortable Gebäude. Damit erregte er Unmut bei seiner Pfarrgemeinde, deren Mitglieder kurz zuvor ein neues allerdings beengtes Pfarrhaus gebaut hatten. Aus dem Unmut entstand ein Streit auch über andere Themen. So warfen die Gemeindeangehörigen dem Pfarrer vor, dass er lieber zur Jagd gehe und Fischerei betreibe, als sich um die Seelsorge zu kümmern. Der Streit spitzte sich 1716 zu. Das Einmischen des kurfürstlichen Richters führte zu Zusammenrottungen. Der Richter bot daraufhin zweimal vergeblich die Schützen aus dem Amt Brilon auf, um die verhängten Strafen einzutreiben. Beim zweiten Versuch verbündeten sich die Schützen mit den Marsbergern und es kam unter anderem zur Plünderung der Wohnung von Boeselagers. Fast wäre es auch zur Plünderung des Stifts gekommen. Die juristische Aufarbeitung und eine Schadensersatzklage von Böselagers waren erst nach vielen Jahren beendet.
Im Jahr 1721 erhielt er das Propsteipfarramt in Meppen. Diese Position hatte er bis 1737 inne. Dort hat er sich offenbar als Seelsorger wie als Verwalter bewährt.

### Abtswahl
Er hatte den Ruf eines uneigennützigen, frommen, gebildeten und wirtschaftlich begabten Mannes. Daher nominierte der Konvent ihn 1737 zum Nachfolger des verstorbenen Abts Karl von Plittersdorf. Ihm stand mit dem Paderborner Dompropst und kurkölnischen Minister Friedrich Christian von Fürstenberg ein einflussreicher Gegenkandidat gegenüber. Fürstenberg hatte noch zu Lebzeiten des verstorbenen Abts sich um die Nachfolge bemüht und tat nun alles um dieses Position auch zu erlangen. Dazu gehörte auch, dass er den Angehörigen des Konvents erhebliche Geldsummen versprach. Auch hatte er den Erzbischof Clemens August von Bayern hinter sich. Die Wahl fand am 17. März 1737 unter dem Vorsitz der Äbte der Klöster Ringelheim und Marienmünster statt. Dabei bekam Caspar im zweiten Wahlgang 13 Stimmen, ein weiteres Mitglied des Konvents eine Stimme und von Fürstenberg 12 Stimmen. Damit war Caspar von Böselager gewählt. Kaiser und Papst bestätigten die Wahl. Am 10. Juni 1737 kam es zur Huldigung der Untertanen. Ein Jahr später erhielt er von Karl VI. die Regalien.

### Zeit als Abt
Er war damit Abt und Landesherr über das kleine reichsunmittelbare Territorium von Corvey. Die Macht des Fürstabtes war vielfach eingeschränkt. Da waren zum einen die Landstände und zum anderen der Herzog von Braunschweig-Wolfenbüttel. Dieser war seit dem Westfälischen Frieden Schutzherr der evangelischen Bevölkerung in Höxter. Insofern musste Caspar wie seine Vorgänger mit gegenreformatorischen Maßnahmen vorsichtig sein.
Im Jahr 1737 wurde er Präsident der Bursfelder Kongregation. In kirchlicher Hinsicht von Bedeutung war die Einführung der Trierer Agende ergänzt um einige Eigenriten Corveys.
In seine Zeit fällt der Erlass einer Brauordnung. Auch die mittelalterlichen Corveyer Traditionen wurden von Johann Friedrich Falcke im Druck herausgegeben. Für die Bibliothek des Klosters erwarb er eine Reihe von Werken. Im Jahr 1754 erließ er eine Neufassung der Kanzleiordnung. Während des Siebenjährigen Krieges litt das Kloster durch Kriegseinwirkungen.
Er tat einiges zur wirtschaftlichen Förderung seines kleinen Landes. So ließ er die Heilquelle ("Gesundbrunnen") in Godelheim erschließen. Er ließ durch den Architekten Franz Christoph Nagel dort ein Herrenhaus mit Gartenanlage errichten, dass den Fürstäbten fortan als Sommerresidenz diente. Über der Quelle ließ er ein Brunnenhaus bauen.
Auch in Corvey hinterließ er bauliche Spuren. So ließ er von Nagel 1741 ein Orangeriegebäude mit einem zugehörigen Garten errichten. Zu seiner Zeit wurde die Benediktuskapelle sowie das Turmzimmer, das heute als Bibliothek dient, im Stil des Rokoko umgestaltet. In Fürstenau wurde 1756 mit dem Bau des Fürstenhofes begonnen. In Höxter ließ er die neue Apotheke erbauen. Von dem Bildhauer Joseph Pollmann aus Marsberg ließ er 1746 die Bildnisse der Heiligen Stephanus und Vitus mit seinem Wappen anfertigen. Vor der Brücke von Corvey wurde 1749 eine Kreuzigungsgruppe aufgestellt. Auch das sogenannte Dreizehnlindenkreuz wurde 1750 von Pollmann im Auftrag des Abtes geschaffen. Auch die beiden Schilderhäuschen stammen aus seiner Zeit.